# Phthiracarus incrassatus
Phthiracarus incrassatus är en kvalsterart som först beskrevs av Wojciech Niedbała 1984.  Phthiracarus incrassatus ingår i släktet Phthiracarus och familjen Phthiracaridae. Inga underarter finns listade i Catalogue of Life.